# タイ・オープン
タイ・オープン（Thailand Open）は、2003年から2013年まで毎年9月下旬にタイ・バンコクのインパクト・アリーナにて開催されていた、男子プロテニスツアーのATPツアートーナメント大会である。 サーフェスは屋内ハードコート。大会グレードはATPワールドツアー・250シリーズに属していた。
同地では2005年から2007年にかけて本大会の翌週に女子WTAツアーティアIII大会のPTTバンコク・オープンが開催されていたが、この大会とは冠スポンサーを同じくする点以外の共通点は無く、大会の歴史も同一ではない。
シングルスでは2004年～2005年にかけて大会連覇したロジャー・フェデラーが、ダブルスでは2003年と2006年に優勝したアンディ・ラム&ジョナサン・エルリック組が唯一の複数回優勝者である。また地元選手としては、2007年のダブルスでソンチャット・ラティワタナ&サンチャイ・ラティワタナ組が優勝している。

## 大会歴代優勝者

### シングルス
| 年   | 優勝者                           | 準優勝者                     | 決勝結果      |
| ---- | -------------------------------- | ---------------------------- | ------------- |
| 2013 | ミロシュ・ラオニッチ             | トマーシュ・ベルディハ       | 7-6(7-4), 6-3 |
| 2012 | リシャール・ガスケ               | ジル・シモン                 | 6–2, 6–1      |
| 2011 | アンディ・マリー                 | ドナルド・ヤング             | 6–2, 6–0      |
| 2010 | ギリェルモ・ガルシア＝ロペス     | ヤルコ・ニエミネン           | 6-4, 3-6, 6-4 |
| 2009 | ジル・シモン                     | ビクトル・トロイツキ         | 7-5, 6-3      |
| 2008 | ジョー＝ウィルフリード・ツォンガ | ノバク・ジョコビッチ         | 7-6(7-4), 6-4 |
| 2007 | ドミトリー・トゥルスノフ         | ベンヤミン・ベッカー         | 6-2, 6-1      |
| 2006 | ジェームズ・ブレーク             | イワン・リュビチッチ         | 6-3, 6-1      |
| 2005 | ロジャー・フェデラー             | アンディ・マリー             | 6-3, 7-5      |
| 2004 | ロジャー・フェデラー             | アンディ・ロディック         | 6-4, 6-0      |
| 2003 | テーラー・デント                 | フアン・カルロス・フェレーロ | 6-3, 7-6(7-5) |

### ダブルス
| 年   | 優勝者                                              | 準優勝者                                        | 決勝結果           |
| ---- | --------------------------------------------------- | ----------------------------------------------- | ------------------ |
| 2013 | ジェイミー・マリー ジョン・ピアーズ                 | トマシュ・ベドナレク ヨハン・ブルンストロム     | 6-3, 3-6, [10-6]   |
| 2012 | 盧彦勳 ダナイ・ウドムチョク                         | エリック・ブトラック ポール・ハンリー           | 6-3, 6-4           |
| 2011 | オリバー・マラチ アイサム＝ウル＝ハク・クレシ       | ミヒャエル・コールマン アレクサンダー・ワスケ   | 7–6(7-4), 7–6(7-5) |
| 2010 | ビクトル・トロイツキ クリストファー・カス           | ジョナサン・エルリック ユルゲン・メルツァー     | 6-4, 6-4           |
| 2009 | エリック・ブトラック ラジーブ・ラム                 | ギリェルモ・ガルシア＝ロペス ミーシャ・ズベレフ | 7–6(7-4), 6–3      |
| 2008 | ルーカス・ドロウヒー リーンダー・パエス             | スコット・リプスキー デイヴィッド・マーティン   | 6–4, 7–6(7-4)      |
| 2007 | ソンチャット・ラティワタナ サンチャイ・ラティワタナ | ミカエル・ロドラ ニコラ・マユ                   | 3-6, 7-5, [10-7]   |
| 2006 | ジョナサン・エルリック アンディ・ラム               | アンディ・マリー ジェイミー・マリー             | 6-2, 2-6, [10-4]   |
| 2005 | ポール・ハンリー リーンダー・パエス                 | ジョナサン・エルリック アンディ・ラム           | 6-7(5-7), 6-1, 6-2 |
| 2004 | ジャスティン・ギメルストブ グレイドン・オリバー     | イブ・アレグロ ロジャー・フェデラー             | 5-7, 6-4, 6-4      |
| 2003 | ジョナサン・エルリック アンディ・ラム               | アンドリュー・クラッツマン ヤルコ・ニエミネン   | 6-3, 7-6(7-4)      |